# بنیات سن خوره
بنیات سن خوره (اسپانیایی: Beñat San José‎؛ زادهٔ ۲۴ سپتامبر ۱۹۷۹) سرمربی فوتبال اهل اسپانیا است.

## افتخارات

### به عنوان سرمربی
الاتحاد
- جام پادشاهی عربستان: ۲۰۱۳

بولیوار
- لیگ دسته اول فوتبال بولیوی: 2017-C، 2017-A

یونورسیداد
- لیگ برتر فوتبال شیلی: ۲۰۱۸